# Diploclisia glaucescens
Diploclisia glaucescens är en tvåhjärtbladig växtart som först beskrevs av Bi., och fick sitt nu gällande namn av Friedrich Ludwig Diels. Diploclisia glaucescens ingår i släktet Diploclisia och familjen Menispermaceae. Utöver nominatformen finns också underarten D. g. kunstleri.

## Bildgalleri

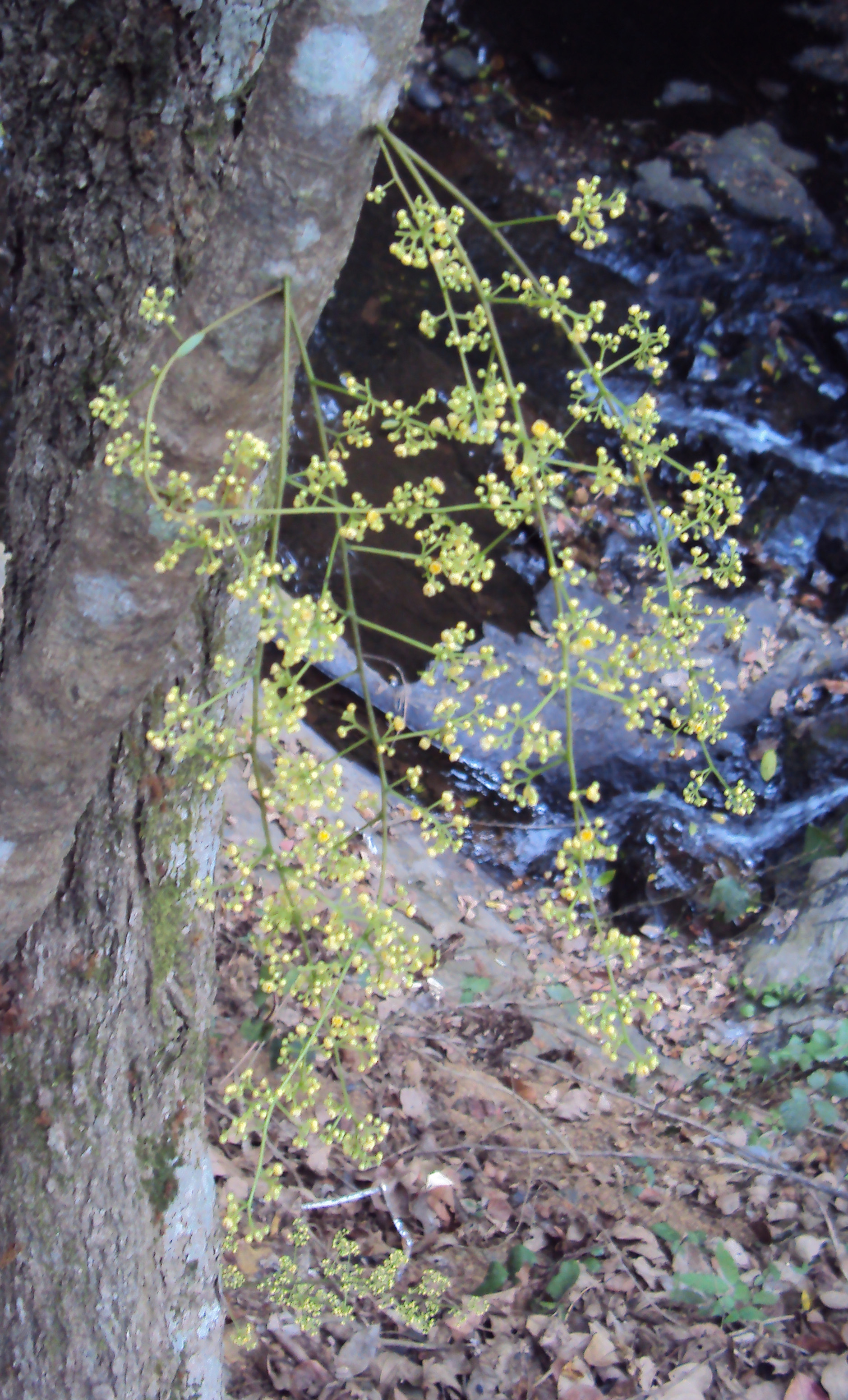
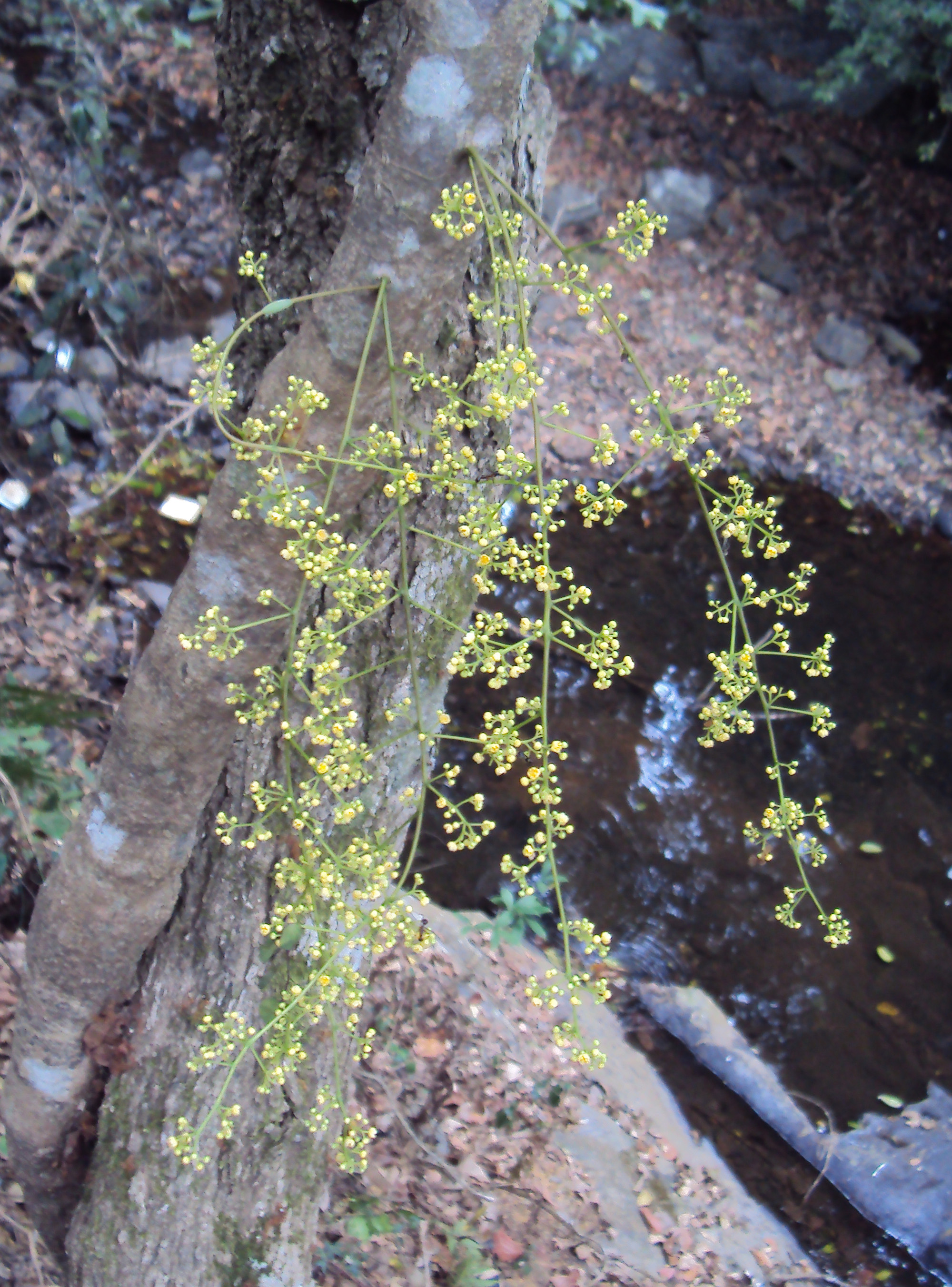
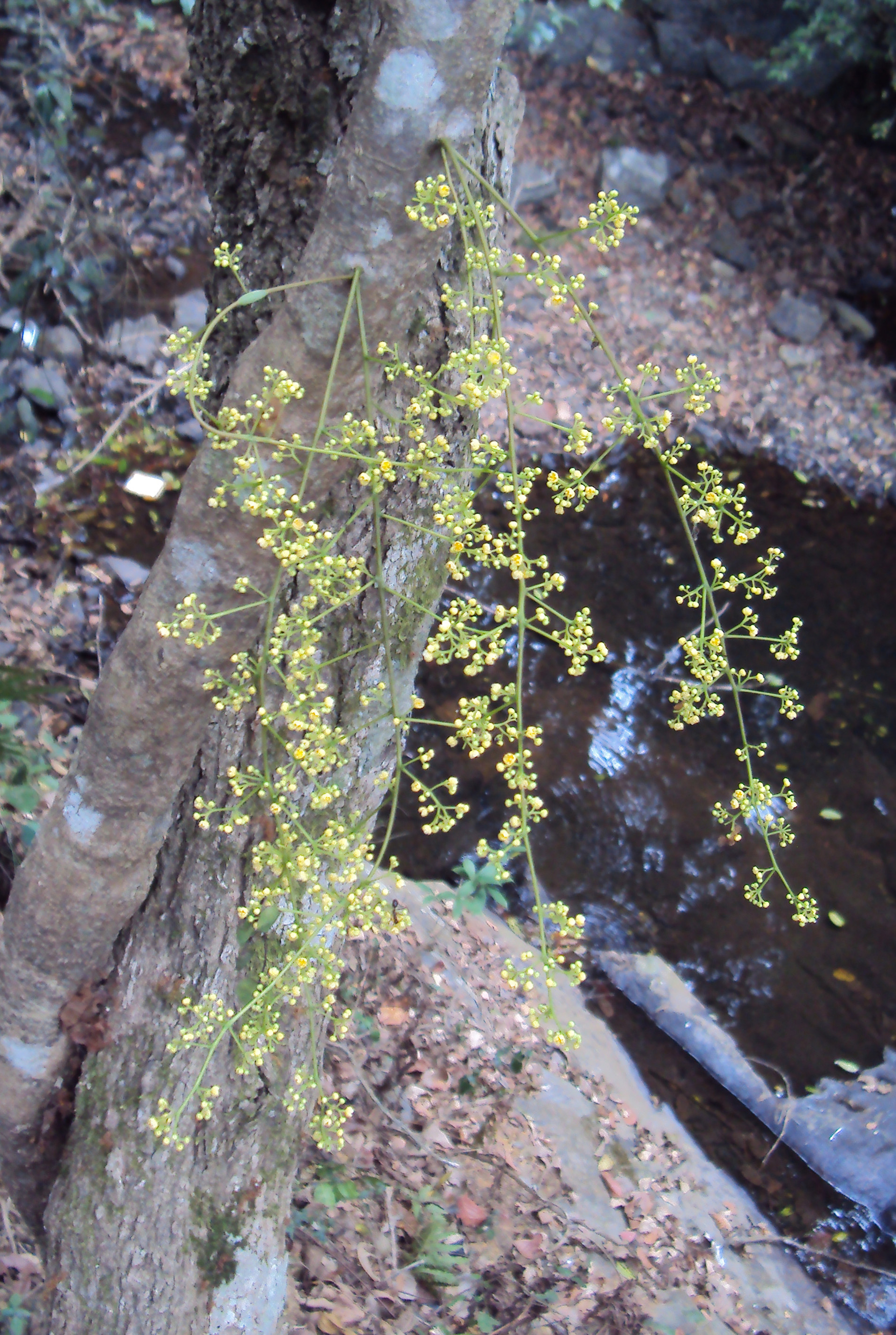
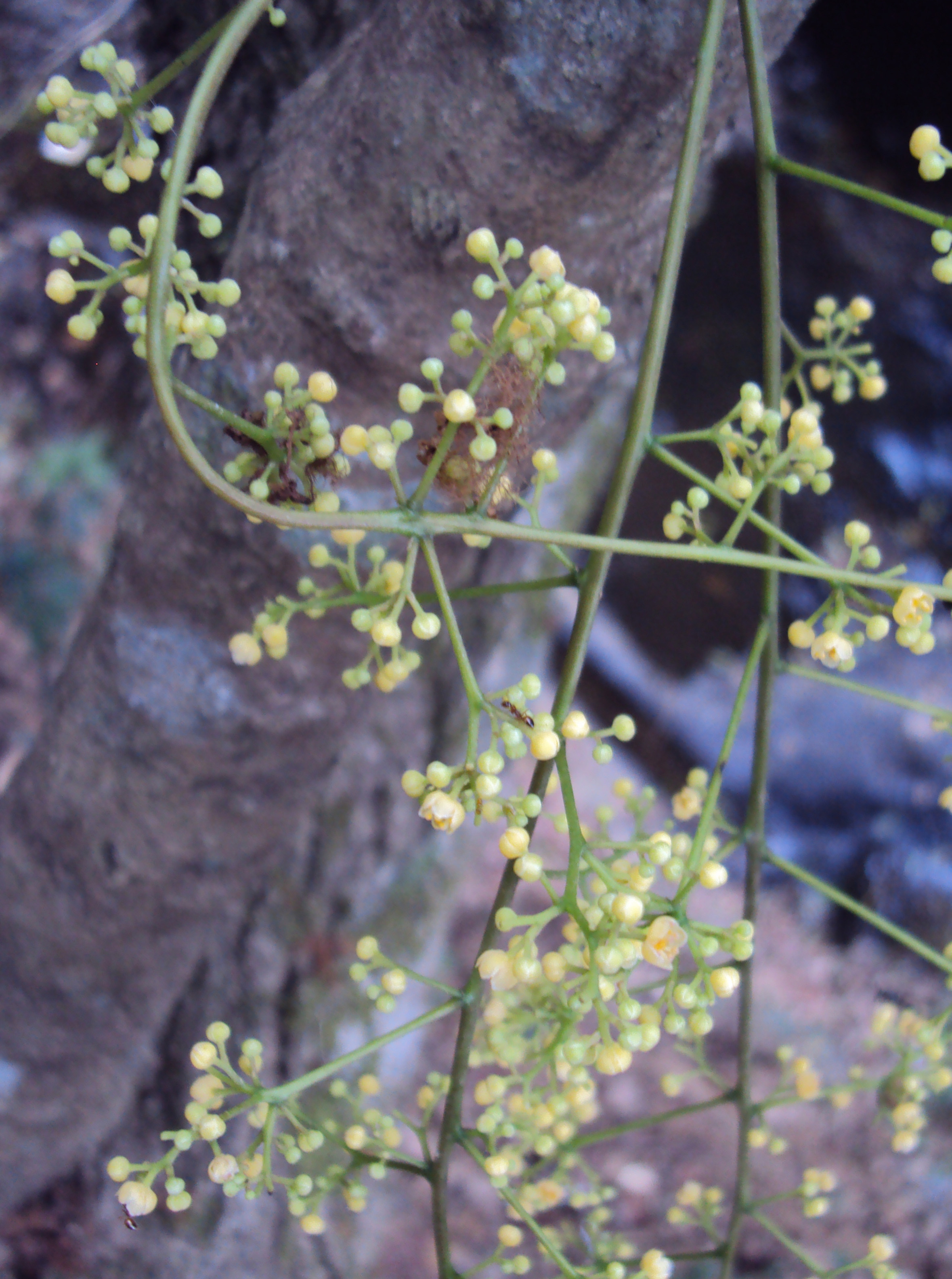